# I Muppet (serie televisiva)
I Muppet (The Muppets) è una serie televisiva statunitense creata da Bill Prady e Bob Kushnell e trasmessa durante la stagione televisiva 2015-2016 dal canale ABC.
La serie è girata con uno stile mockumentary che racconta le vite dietro le quinte dei Muppet durante la produzione di Up Late with Miss Piggy, un talk show fittizio presentato da Miss Piggy e in onda sulla stessa ABC dopo il Jimmy Kimmel Live!. The Muppets è una parodia di show mockumentary come Modern Family, Parks and Recreation e The Office. La serie è prodotta da ABC Studios e The Muppets Studio; Randall Einhorn e Bill Barretta sono produttori esecutivi insieme a Prady e Kushnell. I Muppet sono animati da Bill Barretta, Dave Goelz, Eric Jacobson, Peter Linz, David Rudman, Matt Vogel e Steve Whitmire.
La serie ha debuttato negli Stati Uniti il 22 settembre 2015.. Il 12 maggio 2016 la ABC ha ufficialmente cancellato la serie. In Italia è stata trasmessa per la prima volta dal canale satellitare Fox.

## Episodi
| Stagione       | Episodi | Prima TV USA | Prima TV Italia |
| -------------- | ------- | ------------ | --------------- |
| Prima stagione | 16      | 2015-2016    | 2015-2016       |

## Personaggi

### Personaggi principali
- Steve Whitmire è:
  - Kermit la Rana, produttore esecutivo dello show ed ex-fidanzato di Miss Piggy. Doppiato da Mino Caprio.
  - Rizzo il ratto, membro dello staff di autori di Gonzo. Doppiato da Claudio Insegno (ep. 1x01 - 1x04) e da Luigi Ferraro (ep. 1x05 in poi).
  - Beaker, l'esausto assistente di Bunsen. Doppiato da Ivan Andreani.
  - Statler, disturbatore locale. Doppiato da Giancarlo Padoan.
  - Lips, trombettista degli Electric Mayhem, la band dello show. Doppiato da Pierluigi Astore.
  - Giornalista, presentatore locale che fa il suo lavoro in uno studio vicino. Doppiato da Raffaele Uzzi.
  - Foo-Foo, il barboncino di Miss Piggy.
- Eric Jacobson è:
  - Miss Piggy, star del talk-show Up Late with Miss Piggy ed ex fiamma di Kermit. Doppiata da Alessandro Quarta.
  - Fozzie, un comico in difficoltà e spalla di Piggy nello show. Doppiato da Massimo Giuliani.
  - Animal, il folle batterista della Electric Mayhem. Doppiato da Paolo Marchese.
  - Sam Eagle, direttore esecutivo delle trasmissioni della ABC. Doppiato da Michele Kalamera.
- Dave Goelz è:
  - Gonzo, capo autore dello show. Doppiato da Angelo Nicotra.
  - Bunsen Honeydew, uno scienziato freelance che si occupa degli effetti speciali dello show. Doppiato da Francesco Vairano.
  - Zoot, sassofonista di riserva della Electric Mayhem. Doppiato da Leslie La Penna.
  - Waldorf, disturbatore locale. Doppiato da Emidio La Vella
  - Beauregard, bidello degli studios.
  - Chip, tecnico informatico. Doppiato da Paolo Vivio.
- Bill Barretta è:
  - Pepe, membro dello staff di autori di Gonzo. Doppiato da Pasquale Anselmo.
  - Rowlf, proprietario della Rowlf's Tavern, un bar notturno di fronte agli studios. Doppiato da Pierluigi Astore.
  - Dr. Teeth, tastierista e voce principale degli Electric Mayhem. Doppiato da Goffredo Matassi.
  - Chef svedese, incaricato del catering dello show. Doppiato da Enzo Avolio.
  - Bobo l'orso, responsabile del backstage. Doppiato da Leslie La Penna.
  - Big Mean Carl, addetto alla reception.
- David Rudman è:
  - Scooter, agente dello show incaricato di trovare gli ospiti. Doppiato da Fabrizio Manfredi.
  - Janice, chitarra solista della Electric Mayhem. Doppiata da Gianluca Crisafi.
- Matt Vogel è:
  - Floyd Pepper, bassista della Electric Mayhem. Doppiato da Sergio Di Giulio.
  - Uncle Deadly, incaricato del guardaroba. Doppiato da Saverio Indrio.
  - Sweetums, addetto al gobbo per Miss Piggy. Doppiato da Mario Bombardieri.
  - Crazy Harry.
  - Lew Zealand.
  - Camilla, la fidanzata di Gonzo.
  - Robin, il nipote di Kermit. Doppiato da Fabrizio Mazzotta.
- Peter Linz è:
  - Walter (solo nella puntata pilota).
  - Gloria Estefan, un cucciolo di pinguino di Magellano che ha una predilezione nel bere il martini. È stato adottato da Miss Piggy durante il suo viaggio in Argentina e forma subito un legame con Deadly.
- Julianne Buescher è:
  - Denise, una maialina addetta al marketing del canale e nuova ragazza di Kermit, ma anche amica di Miss Piggy. Doppiata da Mattea Serpelloni.
  - Yolanda il ratto, assistente di Kermit e partner di Rizzo. Doppiata da Raffaella Castelli.

### Personaggi ricorrenti
- Becky, fidanzata di Fozzie. Interpretata da Riki Lindhome, doppiata da Domitilla D'Amico.
- Lucy Royce, direttrice dell'ABC. Interpretata da June Diane Raphael, doppiata da Tiziana Avarista.
- Pache, branding-guru ingaggiato da Lucy Royce per "svecchiare" lo show di Miss Piggy. Interpretato da Utkarsh Ambudkar, doppiato da Daniele Giuliani.

## Produzione
La serie segna il ritorno dei Muppet in una serie televisiva da Muppets Tonight, cancellato nel 1998 dopo due stagioni. Il franchise dei Muppet e la ABC sono entrambi di proprietà della Walt Disney Company.
L'idea di riportare i Muppet in televisione venne a Bill Prady, che reclutò Bob Kushnell come co-creatore e showrunner, a causa degli impegni di Prady con The Big Bang Theory, di cui è co-creatore e produttore esecutivo.
The Muppets è stata considerata una scelta tardiva nella programmazione della ABC. Dopo aver comprato la proposta di Prady e Kushnell, la ABC ordinò una sceneggiatura per un pilot e una presentazione di 10 minuti, che venne girata nei Walt Disney Studios a maggio, e presentata alla ABC giusto in tempo per essere considerata per la stagione televisiva successiva. Il 7 maggio 2015 la ABC ordinò la serie. Il filmato di presentazione è stato poi proiettato l'11 luglio 2015 al San Diego Comic-Con e in seguito distribuito online il 21 luglio seguente. Riguardo ai personaggi da includere, i produttori hanno deciso di omettere personaggi estremamente antropomorfi come "vegetali parlanti e polli ballerini".
La serie è girata agli Stage 6 e 7 dei Walt Disney Studios di Burbank e a Los Angeles.

## Trasmissione
La serie è stata trasmessa dalla ABC dal 22 settembre 2015. In Italia è stata trasmessa per la prima volta da Fox, canale pay di Sky, dal 12 dicembre 2015.